# دانشگاه بیمارستان نورلندز
دانشگاه بیمارستان نورلندز (به سوئدی: Norrlands universitetssjukhus) یک بیمارستان آموزشی در شهر اومئو، سوئد است.
این بیمارستان که در سال ۱۹۰۷ میلادی تأسیس شده است، زیر نظر دانشگاه اومئو فعالیت می‌کند دارای ۱۳ بخش و ۱۱ آکادمی علمی می‌باشد و دارای ۲٬۸۶۰ دانشجو کارشناسی، ۴۵۰ دانشجو کارشناسی ارشد، ۱٬۰۲۰ کارمند و ۵۰۰ استاد و مدرس می‌باشد.